# Sockerdricka

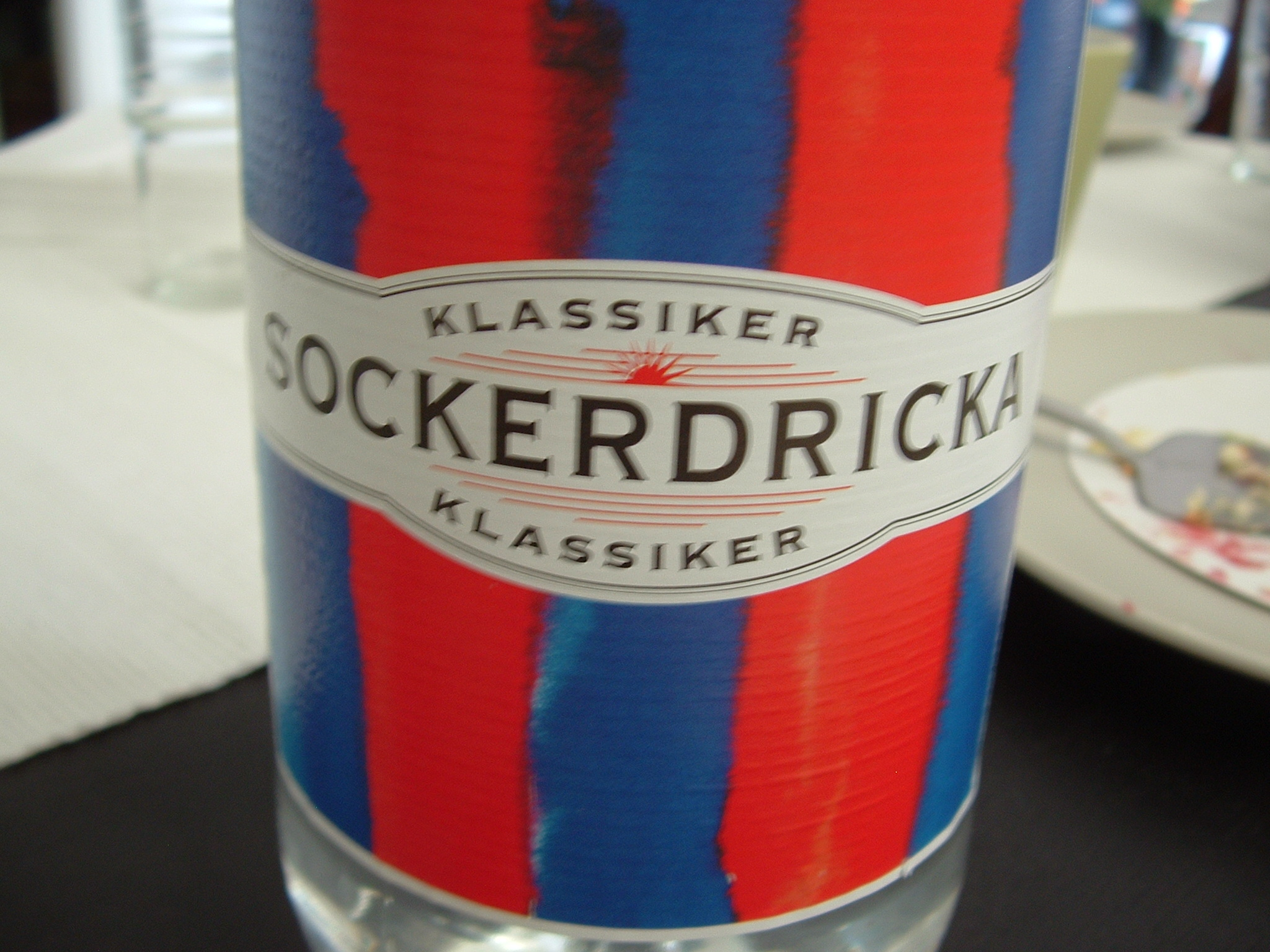
Sockerdricka.

Sockerdricka är en gammal och numera klassisk svensk läskedryck som började tillverkas på 1800-talet och som numera innehåller kolsyrat vatten, socker, citronsyra och aromämnen. 
När man började tillverka sockerdricka tillsatte man inte kolsyra till vattnet utan istället jäste man den. Då bildades kolsyra men även etanol. Kryddning utgjordes även av ingefära, vilket gav annorlunda smak än modern sockerdricka.
Sockerdricka var förr även populär bland äldre herrar som "groggvirke" i de konjaksgroggar eller "mahognygroggar" (bestående av cognac eller eau-de-vie plus sockerdricka) som dracks ur höga glas som kunde rymma upp till 50 cl.
En känd tillverkare av sockerdricka är Apotekarnes, som började sälja sockerdricka redan 1908, men numera tillverkas sockerdricka av de flesta svenska bryggerier.
Drycken förekommer i familjefilmer som till exempel Pippi Långstrump, där Pippi har ett träd i sin trädgård som det växer sockerdricka ur. Ett annat exempel är Emil i Lönneberga.